# Cristóbal de Mitilene
Cristóforo o Cristóbal de Mitilene (en griego original, Χριστόφορος Μυτιληναῖος) fue un poeta bizantino que vivió durante la primera parte de la siglo XI. Sus obras incluyen epigramas variados y cuatro calendarios cristianos.

## Biografía
Nació en Constantinopla y pasó la mayor parte de su vida en el distrito de Σφορακίου. Fue un dignatario importante, pues era patricio y ostentaba los cargos de protospatario y κριτής (juez) en las themas o provincias de Armenia y Paflagonia.
Comenzó a escribir bajo el reinado de Romano III (1028-1034), pero la mayoría de sus poemas pueden datarse del reinado de Constantino IX Monómaco (1042-1055), emperador que favoreció la cultura y la literatura.

## Obras
Pareados o Dísticos varios (en griego Στίχοι διάφοροι) es el título que encabeza una colección de 145 poemas a él atribuidos y que cubren una amplia gama de géneros y temas. El texto completo solo aparece en un manuscritto, el célebre Criptense o manuscrito G (de Grottaferrata), del siglo XIII; hay otro incompleto del siglo XIV en la Biblioteca Vaticana, conocido como V. Por último, un tercer manuscrito proviene de una antología, el M, que solo contiene 42.
La colección parece haber sido ordenada cronológicamente, pero el texto de muchos de los textos ha sido severamente deturpado o dañado. La mayoría de los poemas utiliza el dodecasílabo, pero otros utilizan el hexámetro dactílico; también hay algunos dísticos elegíacos y anacreónticas. Su estilo imita artificiosamente el griego homérico.
La temática o contenido de estos poemas es muy heterogéneo. Los más notables son los satíricos: Cristóforo se burla de los desgraciados conductores de carros, los cornudos, los monjes hipócritas, los funcionarios de bajo rango (panteotes) incultos o ágrafos, etcétera. En otros poemas ataca a las ratas que se comen sus libros o a una lechuza que le impide dormir. Otros son epigramas de contenido religioso: figuras bíblicas o festividades cristianas. Los poemas más largos son oraciones funerarias (monodias) dedicadas a su madre Zoe y a su hermano Juan. Otros describen hechos históricos, como el fallecimiento de Romano III o los disturbios de 1042. Pero el más extenso es un encomio de las arañas. El resto de su producción contiene epitafios, acertijos y epigramas dedicatorios.
Cristóbal de Mitilene compuso también cuatro menologios, martirologios o calendarios litúrgicos de la Iglesia Ortodoxa, en metros distintos cada uno (hexámetros, alejandrinos, dísticos e himnos en forma de canon), destinados a conmemorar a todos sus santos y festividades.
La poesía de Cristóbal de Mitilene se caracteriza por un tono ingenioso bastante raro en la poesía griega de este período. Pero su mezcla de elementos cristianos y clásicos y el elitismo intelectual que demuestra lo unen a otros poetas de la época como Juan Mauropo y Miguel Psellos, así como a la atmósfera cultural instaurada por Constantino IX Monómaco.

## Ediciones
Existe una versión bilingüe en griego y español al cuidado de María Koutentaki: Cristóbal de Mitilene (S. XI) y la poesía satírica en la época bizantina. Estudio introductorio, traducción y comentario crítico de María Koutentaki, Lima: Universidad Nacional Mayor de San Marcos, 2009. También hay algunas en la edición bilingüe por María Teresa Amado Rodríguez y Begoña Ortega Villaro de Poesía lúdico-satírica bizantina del siglo XI, Madrid: Cátedra, 2016.